# Robert Lefkowitz
Robert Joseph Lefkowitz (Nueva York, 15 de abril de 1943) es un científico estadounidense, profesor de la Universidad Duke en Carolina del Norte. Es Premio Fundación BBVA Fronteras del Conocimiento 2009 en Biomedicina. En octubre de 2012 fue galardonado, junto a su colega Brian Kobilka, con el Premio Nobel de Química por el estudio de los receptores acoplados a proteínas G.

## Trayectoria
Su primer gran hallazgo, en la década de 1970, fue con relación a la adrenalina. Lefkowitz marcó moléculas de adrenalina con isótopos radioactivos para visualizar adónde iba la hormona en las células. De esta manera logró identificar los receptores de la adrenalina, llamados receptores beta-adrenérgicos y posteriormente estudiar su funcionamiento. En la década siguiente, con la incorporación de Brian Kobilka a su equipo de investigación, se produjo el otro gran descubrimiento. Kobilka aceptó la tarea, a pedido de Lefkowitz, de buscar el gen del receptor beta-adrenérgico. Al hallarlo, notó que era similar a un receptor que capta luz en el ojo. Luego, supieron que existe una gran cantidad de receptores similares: los receptores acoplados a proteínas G, células que posibilitan al hombre adaptarse a su entorno y, se estima, permitirán la producción de nuevos fármacos.